# Какабадзе, Шалва Владимирович
Шалва Влади́мирович Какабадзе (груз.  კაკაბაძე შალვა; род. 17 декабря 1936) — советский футбольный тренер.
В 1955 году провёл два матча в Кубке СССР за 1955 ФШМ Тбилиси. Играл за молодёжную сборную Грузинской ССР. С 1958 года — играющий тренер команды КФК «Гурия» Ланчхути. Старший тренер команды, выступавшей во второй (1972—1979) и первой (1983—1985) лигах.
Начальник команды «Локомотиви» Тбилиси (1999—2000).